# Noron-la-Poterie
Noron-la-Poterie – miejscowość i gmina we Francji, w regionie Normandia, w departamencie Calvados.
Według danych na rok 1990 gminę zamieszkiwało 248 osób, a gęstość zaludnienia wynosiła 82 osoby/km² (wśród 1815 gmin Dolnej Normandii Noron-la-Poterie plasuje się na 643. miejscu pod względem liczby ludności, natomiast pod względem powierzchni na miejscu 1039.).